# Théorie de la stabilité
Pour l’article homonyme, voir Théorie de la stabilité hégémonique.
 (février 2019).
Si vous disposez d'ouvrages ou d'articles de référence ou si vous connaissez des sites web de qualité traitant du thème abordé ici, merci de compléter l'article en donnant les références utiles à sa vérifiabilité et en les liant à la section « Notes et références ».

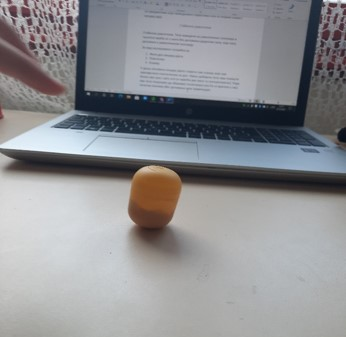
Un objet simple possédant plusieurs positions stables.

En mathématiques, la théorie de la stabilité traite la stabilité des solutions d'équations différentielles et des trajectoires des systèmes dynamiques sous des petites perturbations des conditions initiales. L'équation de la chaleur, par exemple, est une équation aux dérivées partielles stable parce que des petites perturbations des conditions initiales conduisent à des faibles variations de la température à un temps ultérieur en raison du principe du maximum. Plus généralement, un théorème est stable si des petits changements dans l'hypothèse conduisent à des petites variations dans la conclusion. Il faut spécifier la métrique utilisée pour mesurer les perturbations afin de juger qu’un théorème est stable. Dans les équations aux dérivées partielles, on peut mesurer les distances entre les fonctions à l'aide des normes Lp ou la norme sup, tandis qu'en géométrie différentielle, on peut mesurer la distance entre les espaces en utilisant la distance de Gromov-Hausdorff.
Dans les systèmes dynamiques, une orbite est dite Liapounov stable si l'orbite en avant de tout point est dans un assez petit voisinage ou si elle reste dans un petit voisinage. Différents critères ont été développés pour prouver la stabilité ou l'instabilité d'une orbite. Dans des circonstances favorables, la question peut être réduite à un problème bien étudié impliquant valeurs propres de matrices. Une méthode plus générale implique des fonctions de Liapounov.

## Vue d'ensemble des systèmes dynamiques
De nombreuses parties de la théorie qualitative des équations différentielles et des systèmes dynamiques traitent les propriétés asymptotiques des solutions et des trajectoires - ce qui se passe avec le système après une longue période de temps. Le type le plus simple du comportement se manifeste par des points d'équilibre, ou de points fixes et par des orbites périodiques. Si une orbite particulière est bien comprise, il est naturel de se demander ensuite si un petit changement dans l'état initial va conduire à un comportement similaire. La théorie de la stabilité aborde les questions suivantes : est-ce qu'une orbite à proximité reste indéfiniment à proximité d'une orbite donnée ? va-t-elle converger vers l'orbite donnée (il s'agit d'une propriété plus forte) ? Dans le premier cas, l'orbite est dite stable et dans ce dernier cas, asymptotiquement stable, ou attractive. 
Autrement dit, une solution d'équilibre {\displaystyle f_{e}} pour un système autonome d'équations différentielles ordinaires du premier ordre est dite :
- stable si pour tout {\displaystyle \,\epsilon >0\,} suffisamment petit, il existe un {\displaystyle \,\delta >0\,} tel que chaque solution {\displaystyle f(t)} dont la valeur initiale est à une distance de l'équilibre {\displaystyle \,\|f(t_{0})-f_{e}\|<\delta \,} reste à une distance {\displaystyle \,\|f(t)-f_{e}\|<\epsilon \,} pour tout {\displaystyle \,t\geq t_{0}\,} ;
- asymptotiquement stable si elle est stable et qu'en plus il existe {\displaystyle \,\delta _{0}>0\,} tel que si {\displaystyle \,\|f(t_{0})-f_{e}\|<\delta _{0}\,} alors {\displaystyle \,f(t)\rightarrow f_{e}\,} lorsque {\displaystyle \,t\rightarrow \infty }.

La stabilité signifie que les trajectoires ne changent pas trop sous des petites perturbations. La situation inverse, où une orbite à proximité est repoussée de l'orbite donnée, est aussi intéressante. En général, perturber l'état initial dans certaines directions résulte dans la trajectoire approchant asymptotiquement celle donnée et dans d'autres directions à la trajectoire qui s'en éloigne. Il est possible d'avoir des directions pour lesquelles le comportement de l'orbite perturbée est plus compliqué (ni convergents ni divergent complètement), puis la théorie de la stabilité ne donne pas suffisamment d'informations sur la dynamique.
Une des idées clés de la théorie de la stabilité, c'est que le comportement qualitatif d'une orbite sous perturbations peut être analysé en utilisant la linéarisation du système à proximité de l'orbite. En particulier, à chaque équilibre d'un système dynamique régulier avec un espace de phase à n dimensions, il y a une certaine matrice A {\displaystyle n\times n} dont les valeurs propres caractérisent le comportement des points à proximité (théorème de Hartman-Grobman). Plus précisément, si toutes les valeurs propres sont des nombres réels négatifs ou des nombres complexes avec des parties réelles négatives, alors le point est un point fixe attirant stable, et les points à proximité convergent vers lui de façon exponentielle. Si aucune des valeurs propres n'est purement imaginaire (ou zéro), puis les directions qui s'attirent et se repoussent sont liés aux espaces propres de la matrice A avec des valeurs propres dont la partie réelle est négative et, respectivement, positive. Des énoncées analogues sont connues pour des perturbations d'orbites plus compliquées.

## Stabilité des points fixes
Le type le plus simple d'une orbite est un point fixe, ou un équilibre. Si un système mécanique est dans un état d'équilibre stable, alors une petite poussée se traduira par un mouvement localisé, par exemple, de petites oscillations dans le cas d'un pendule. Dans un système avec amortisseur, un état d'équilibre stable est par ailleurs asymptotiquement stable. D'autre part, pour un équilibre instable, tel qu'une bille reposant sur un sommet d'une colline, certaines petites poussées se traduiront par un mouvement de grande amplitude qui peuvent ou pas converger à l'état original.
Il existe des tests de stabilité utiles pour le cas d'un système linéaire. La stabilité d'un système non linéaire peut souvent être déduite de la stabilité de sa linéarisation.

### Critère de stabilité
Soit {\displaystyle f:\mathbb {R} \rightarrow \mathbb {R} } une fonction continûment différentiable avec un point fixe {\displaystyle a}, {\displaystyle f(a)=a}. Considérons le système dynamique obtenu par itération de la fonction {\displaystyle f} :
{\displaystyle x_{n+1}=f(x_{n}),~~~~~~n=0,1,2,\ldots }
Le point fixe est stable, lorsque la valeur absolue de la dérivée de {\displaystyle f} en {\displaystyle a} est strictement inférieure à 1, et instable si elle est strictement supérieure à 1. C'est parce qu'au voisinage du point a, la fonction {\displaystyle f} est une approximation linéaire avec une pente {\displaystyle f'(a)}
{\displaystyle f(x)\approx f(a)+f'(a)(x-a)}
ainsi
{\displaystyle {\frac {x_{n+1}-a}{x_{n}-a}}={\frac {f(x_{n})-a}{x_{n}-a}}\approx {\frac {f'(a)(x_{n}-a)}{x_{n}-a}}=f'(a),}
ce qui signifie que la dérivée mesure le taux auquel les itérations successives se rapprochent du point fixe {\displaystyle a} ou s'en écartent. Si l'instrument dérivé à exactement 1 ou -1, plus d'information est nécessaire afin de décider de la stabilité.
Il existe un critère analogue à un schéma continûment différentiable {\displaystyle f:\mathbb {R} ^{n}\rightarrow \mathbb {R} ^{n}} avec un point fixe {\displaystyle a}, exprimée en termes de sa matrice jacobienne en {\displaystyle a}, {\displaystyle J=Ja(f)}. Si toutes les valeurs propres de {\displaystyle J} sont des nombres réels ou complexes de module strictement inférieur à 1 alors {\displaystyle a} est un point fixe stable ; si au moins l'une d'entre elles a un module strictement supérieur à 1, alors {\displaystyle a} est instable. Tout comme pour {\displaystyle n=1}, le cas où toutes les valeurs propres sont de module 1 doit être étudié davantage - le test de la matrice jacobienne est non concluant. Le même critère tient plus généralement pour les difféomorphismes d'une variété lisse.

### Systèmes autonomes linéaires
La stabilité des points fixes d'un système des équations différentielles linéaires de premier ordre à coefficients constants peut être analysée en utilisant les valeurs propres de la matrice correspondante.
Un système autonome :
{\displaystyle x'=Ax,}
où {\displaystyle x(t)\in \mathbb {R} ^{n}} et {\displaystyle A} est une matrice {\displaystyle n\times n} à coefficients réels, ayant une solution constante
{\displaystyle x(t)=0}
(Autrement dit, l'origine {\displaystyle 0\in \mathbb {R} ^{n}} est un point du système dynamique correspondant à l'équilibre.) Cette solution est asymptotiquement stable quand {\displaystyle t\rightarrow +\infty } (« au futur ») si et seulement si pour toutes les valeurs propres {\displaystyle \lambda } de {\displaystyle A}, {\displaystyle Re(\lambda )<0}. S'il existe un {\displaystyle \lambda } valeur propre de {\displaystyle A} à {\displaystyle Re(\lambda )>0} alors la solution est instable pour {\displaystyle t\rightarrow +\infty }. De même, il est asymptotiquement stable quand {\displaystyle t\rightarrow -\infty }  ("dans le passé") si et seulement si pour toutes les valeurs propres {\displaystyle \lambda } de {\displaystyle A}, {\displaystyle Re(\lambda )>0}. 
L'application de ce résultat dans la pratique, afin de décider la stabilité de l'origine pour un système linéaire, est facilitée par le critère de stabilité de Routh-Hurwitz. Les valeurs propres d'une matrice sont les racines de son polynôme caractéristique. Un polynôme à une variable à coefficients réels est dit un polynôme de Hurwitz si les parties réelles de toutes les racines sont strictement négative. Le théorème de Routh-Hurwitz implique une caractérisation des polynômes de Hurwitz au moyen d'un algorithme qui permet d'éviter le calcul de la racine.

### Systèmes autonomes non linéaires
La stabilité asymptotique de points fixes d'un système non linéaire peut souvent être établie en utilisant le théorème de Hartman-Grobman.
Supposons que {\displaystyle v} est un champ de vecteurs de classe {\displaystyle C^{1}} dans {\displaystyle \mathbb {R} ^{n}} qui s'annule en un point {\displaystyle p}, {\displaystyle v(p)=0}. Alors le système autonome correspondant
{\displaystyle x'=v(x)}
possède une solution constante
{\displaystyle x(t)=p}
Soit {\displaystyle J=J_{p}(v)} la matrice jacobienne {\displaystyle n\times n} du champ de vecteurs {\displaystyle v} au point {\displaystyle p}. Si toutes les valeurs propres de {\displaystyle J} sont à partie réelle strictement négative, alors la solution est asymptotiquement stable. Cette condition peut être testée en utilisant le critère de Routh-Hurwitz.

## Fonction de Liapounov pour les systèmes dynamiques généraux
Une manière générale pour établir la stabilité de Liapounov ou la stabilité asymptotique d'un système dynamique est par des fonctions de Liapounov.